# Шон Рајт-Филипс
Шон Рајт-Филипс (енгл. Shaun Wright-Phillips; Гринич, 25. октобар 1981) је енглески бивши фудбалер.
Играо је у Енглеској за Манчестер сити, Челси и Квинс Парк рејнџерсе, у МЛС-у за Њујорк ред булсе, у Јунајтед сокер лиги за други тим Њујорк ред булса и Феникс рајзинг, као и за репрезентацију Енглеске.

## Биографија
Рајт-Филипс је син бившег енглеског интернационалца Ијана Рајта, који га је усвојио када је Шон имао три године. Шонов млађи брат, Бредли Рајт-Филипс, такође је професионални фудбалер и најбољи стрелац Њујорк ред булса свих времена. Рођен је у Гриничу, одрастао је у Броклију и похађао је школу у Њу Крос Гејту. Порекло му потиче из Триндада и Гренаде.

## Каријера
Рајт-Филипс је дете Нотингем Фореста и Манчестер ситија. Провео је тринаест сезона играјући у Премијер лиги са Манчестер ситијем, Челсијем и Квинс Парк рејнџерсима. Потписао је 2015. године за МЛС клуб Њујорк ред булси заједно са својим братом Бредлијем. Рајт-Филипс се придружио клубу Феникс рајзинг 2017. године.
За младу репрезентацију Енглеске је одиграо шест утакмица и постигао један гол — против младе репрезентације СР Југославије у пријатељској утакмици, 2002. године. За А репрезентацију Енглеске постигао је шест голова у 36 наступа и био је део тима на Светском првенству 2010. године.